# KMB
KMB is een historisch merk van motorfietsen.
De bedrijfsnaam was: Kölner Motorrad- und Maschinenfabrik, Fr. Becker, Köln.
Dit was een Duits merk waar aanvankelijk 249cc-tweetakten en later ook robuuste eencilinders met 490cc-tweekleps- en 699cc-vierklepsmotoren gemaakt werden. De tweetakten waren ontwikkeld door Adolf Esch, die later de Esch-Rekord zou gaan maken. Ook het merk Imperia in Köln-Kalk, waar voornamelijk MAG-motoren ingebouwd werden, hoorde bij KMB. De productie duurde van 1923 tot 1926.